# Allan (labdarúgó, 1991)
Allan Marques Loureiro (Rio de Janeiro, 1991. január 8. –) brazil válogatott labdarúgó, aki jelenleg a Botafogo játékosa.

## Pályafutása

### Klubcsapatokban
A Madureira és Vasco da Gama korosztályos csapataiban nevelkedett, majd az utóbbi klubban lett profi játékos. 2009. szeptember 5-én mutatkozott be az első csapatban az Atlético Goianiense elleni másodosztályú bajnoki mérkőzésen. 2012 júliusában aláírt az olasz Udinese csapatához, majd szeptember 2-án bemutatkozott a Juventus elleni élvonalbeli bajnoki találkozón.  2015. január 18-án megszerezte első bajnoki gólját a Cagliari Calcio ellen. 2015. július 21-én aláírt a szintén olasz Napoli csapatához. Augusztus 30-án az UC Sampdoria ellen debütált, majd a következő fordulóban az Empoli ellen első gólját is megszerezte. 2020. szeptember 5-én az Everton a hivatalos honlapján jelentette be, hogy 25 millió euróért szerződtette, valamint három évre írt alá.

### A válogatottban
Részt vett a 2011-es U20-as labdarúgó-világbajnokságon és a 2019-es Copa Américán. A 2019-es tornán 4 mérkőzésen lépett pályára és aranyérmesként távoztak.

## Statisztika

### Klub
2019. május 25-i statisztika alapján.
| Klub             | Szezon           | Bajnokság | Bajnokság | Kupa  | Kupa | Nemzetközi | Nemzetközi | Összes | Összes |
| Klub             | Szezon           | Mérk.     | G.        | Mérk. | G.   | Mérk.      | G.         | Mérk.  | G.     |
| ---------------- | ---------------- | --------- | --------- | ----- | ---- | ---------- | ---------- | ------ | ------ |
| Vasco da Gama    | 2009             | 13        | 0         | 0     | 0    | 0          | 0          | 13     | 0      |
| Vasco da Gama    | 2010             | 15        | 0         | 0     | 0    | 0          | 0          | 15     | 0      |
| Vasco da Gama    | 2011             | 19        | 0         | 10    | 0    | 7          | 1          | 36     | 1      |
| Vasco da Gama    | 2012             | 4         | 0         | 0     | 0    | 5          | 0          | 9      | 0      |
| Vasco da Gama    | Összesen         | 51        | 0         | 10    | 0    | 12         | 1          | 73     | 1      |
| Udinese          | 2012–13          | 36        | 0         | 1     | 0    | 0          | 0          | 37     | 0      |
| Udinese          | 2013–14          | 33        | 0         | 4     | 0    | 4          | 0          | 41     | 0      |
| Udinese          | 2014–15          | 35        | 1         | 3     | 1    | 0          | 0          | 38     | 2      |
| Udinese          | Összesen         | 104       | 1         | 8     | 1    | 4          | 0          | 116    | 2      |
| Napoli           | 2015–16          | 35        | 3         | 2     | 0    | 6          | 0          | 43     | 3      |
| Napoli           | 2016–17          | 29        | 1         | 2     | 0    | 8          | 0          | 39     | 1      |
| Napoli           | 2017–18          | 38        | 4         | 2     | 0    | 10         | 0          | 50     | 4      |
| Napoli           | 2018–19          | 33        | 1         | 2     | 0    | 12         | 0          | 47     | 1      |
| Napoli           | 2019–20          | 23        | 2         | 4     | 0    | 6          | 0          | 33     | 2      |
| Összesen         | 168              | 11        | 12        | 0     | 42   | 0          | 212        | 11     |        |
| Karrier összesen | Karrier összesen | 323       | 12        | 30    | 1    | 58         | 1          | 411    | 14     |

### Válogatott
2019. szeptember 10-én lett frissítve
| Brazília | Brazília        | Brazília |
| Év       | Pályára lépések | Gólok    |
| -------- | --------------- | -------- |
| 2018     | 2               | 0        |
| 2019     | 7               | 0        |
| Összes   | 9               | 0        |

## Sikerei, díjai

### Klub
- Vasco da Gama
  - Campeonato Série B: 2009
  - Brazil kupa: 2011

- Napoli
  - Olasz kupa: 2020

### Válogatott
- Brazília U20
  - U20-as labdarúgó-világbajnokság: 2011

- Brazília
  - Copa América: 2019